# Bernhard Lehner
Bernhard Lehner (* 24. April 1953 in Gränichen, Aargau) ist ein Schweizer Filmeditor, Kameramann und Autor von Dokumentarfilmen.
Zu seinen bekanntesten Werken im Bereich der Montage zählen Reisen ins Landesinnere von Matthias von Gunten, Ernstfall in Havanna von Sabine Boss und Die Standesbeamtin von Micha Lewinsky. Als Autor hat er die Filme Point de vue, Rain in Swing City, Daumendrehender Maler und Die sinkende Arche realisiert.
Von 2002 bis zu seiner Pensionierung im Jahr 2018 war er Professor für Filmgestaltung an der Zürcher Hochschule der Künste, ab 2005 leitete er den Studiengang Bachelor Film. Er ist Mitglied der Schweizer Filmakademie.

## Filmografie als Editor
- 1988: Reisen ins Landesinnere
- 1991: Grauholz
- 1992: Eurocops Folge 56: Eva
- 1992: Eurocops Folge 58: Silberkiesel
- 1993: Der Traum vom grossen blauen Wasser
- 1994: Der Stand der Bauern
- 1995: Blue Mountain
- 1996: Tatort – Die Abrechnung
- 1996: Beichtstuhl der Begierde
- 1997: Steinauer Nebraska
- 1999: Tatort: Alp-Traum
- 1999: Das rote Strumpfband
- 1999: Komiker
- 2000: Joy Ride
- 2001: Heidi (2001)
- 2002: Ernstfall in Havanna
- 2002: Füür oder Flamme
- 2003: Lilo&Fredi
- 2004: Hunkeler – Tod einer Ärztin
- 2005: Undercover
- 2006: Süssigkeiten
- 2007: Marmorera
- 2007: Josephsohn – Bildhauer
- 2009: Die Standesbeamtin
- 2009: Brandstifter
- 2010: Bödälä – Dance The Rhythm
- 2011: Silberkiesel – Hunkeler tritt ab
- 2013–2016: Der Bestatter
- 2014: Akte Grüninger
- 2015: Zoé & Julie – Hidden Marks
- 2017: Lotto
- 2020: Moskau Einfach!
- 2020: Beyto
- 2020: Not Me – A Journey with Not Vital
- 2022: Die schwarze Spinne
- 2023: Neumatt Staffel 2
- 2023: Der Bestatter – Der Film